# Ares del Maestre
Ares del Maestre (en valenciano y oficialmente Ares del Maestrat) es un municipio de la Comunidad Valenciana, España. Situado en la provincia de Castellón, en la comarca del Alto Maestrazgo.

## Geografía
El municipio está situado en un promontorio, coronado por las ruinas del castillo, que resulta una magnífica atalaya sobre el paisaje montañoso que le rodea.
Ares del Maestre se sitúa en las estribaciones del sistema Ibérico, presentando un relieve abrupto, caracterizado por un paisaje de muelas. El clima es mediterráneo de montaña. La altitud de su término varía desde los 700 m hasta los 1300 m y sus temperaturas pueden oscilar desde los -10° en invierno a los 30° en verano.
Desde Castellón de la Plana se accede a esta localidad a través de la CV-151, luego tomando la CV-10 y posteriormente la CV-15.

### Barrios y pedanías
En el término municipal de Ares del Maestre se encuentran los siguientes núcleos de población:
- Ares (casco histórico)
- La Montalbana.
- Masia Roca d'Avall.
- Santa Elena.
- Torre Beltrans.

### Localidades limítrofes
Ares del Maestre limita con los términos municipales de las siguientes localidades: Castellfort, Morella, Catí, Villar de Canes, Benasal, y Villafranca del Cid todas de la provincia de Castellón.

## Historia

Estela funeraria ibérica de la Serrada (Ares del Maestre). Museo de Prehistoria de Valencia.

La historia de Ares del Maestre comienza ya en la prehistoria, como lo atestiguan las excepcionales pinturas rupestres pertenecientes al Arte Rupestre Levantino, que encontramos en la Cueva Remigia. El castillo con restos ibéricos, va a ser a lo largo de toda la historia elemento activo en las vicisitudes de la población. Algunos textos históricos hacen referencia a la existencia de un enclave romano alrededor de la roca que sirvió, en época medieval, para construir el castillo. Estas evidencias se podrían confirmar con la aparición de piedras con inscripciones inéditas romanas en el campanario del edificio gótico del Ayuntamiento. La ciudad fue luego destruida, fortificada y engrandecida por los musulmanes. Conquistada en 1170 por Alfonso II, es Pedro II de Aragón quien da la primera Carta Puebla. El rey Jaime I la reconquista definitivamente en 1232. En 1234 pasa a manos de la Orden del Temple siendo cabeza de una de sus encomiendas. Al ser disuelto el Temple, por decisión papal, pasó a pertenecer a la Orden de Montesa, su sucesora en el Reino de Valencia.
Durante la Guerra civil española (1936-1939) fue, junto a Benasal, Albocácer y Vilar de Canes, víctima y objeto de experimentación por la aviación de la Alemania nazi. La aviación alemana nazi bombardeó varios objetivos civiles de estas localidades en mayo de 1938 para probar la capacidad de los bombarderos Stuka Junkers Ju 87. El resultado de los bombardeos fueron 38 muertos.

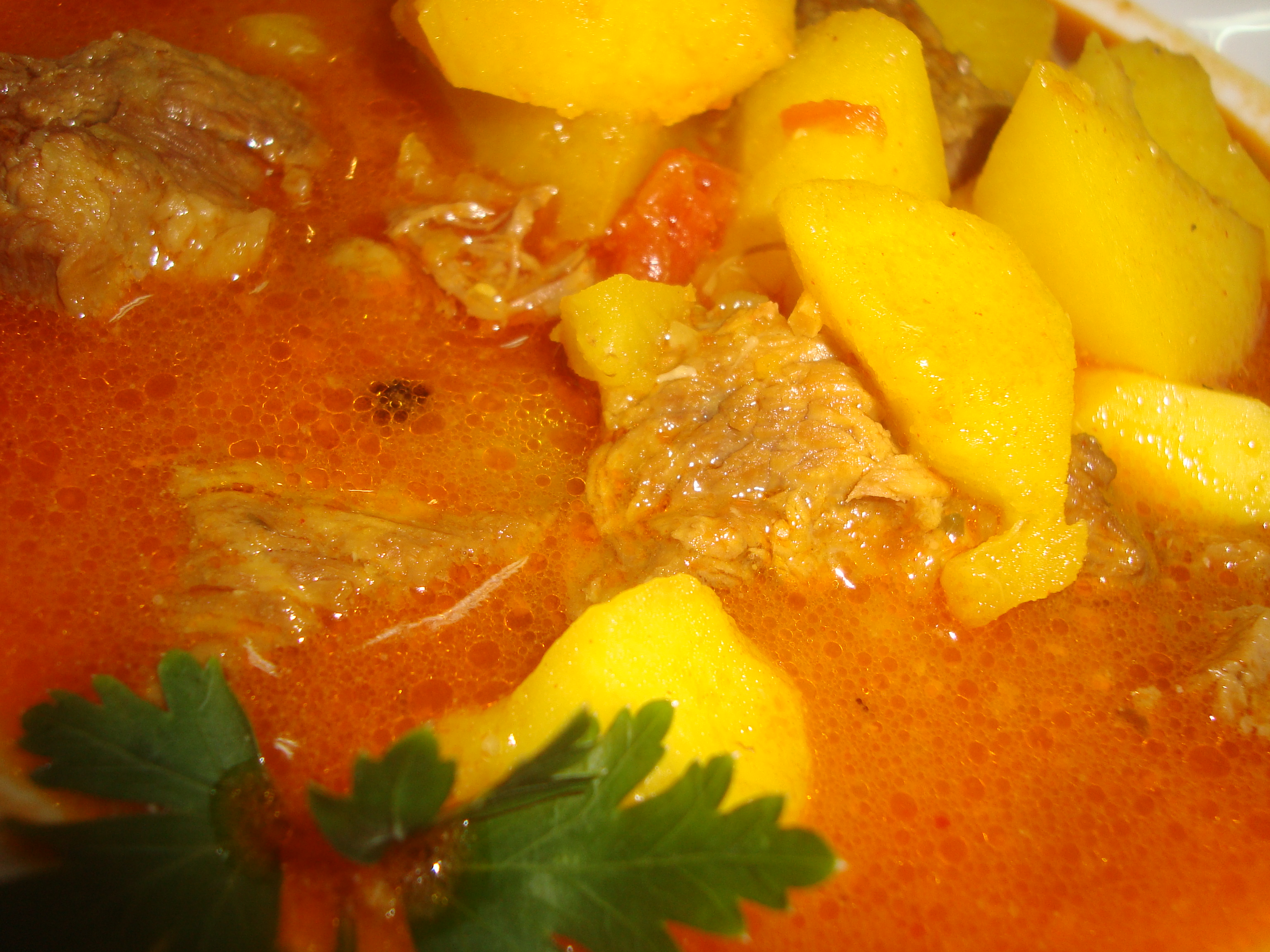
"Pataca grossa", gastronomía popular.

## Administración
| Periodo   | Nombre                                             | Partido       |
| --------- | -------------------------------------------------- | ------------- |
| 1983-1987 | Rosa Miguélez Ramos                                | PSPV-PSOE     |
| 1987-1991 | Pascual Troncho García                             | Independiente |
| 1991-1995 | Pascual Troncho García                             | Independiente |
| 1995-1999 | Pascual Troncho García                             | Independiente |
| 1999-2003 | Pascual Troncho García                             | Independiente |
| 2003-2007 | Francisco J. Fuentes García                        | PP            |
| 2007-2011 | Francisco J. Fuentes García                        | PP            |
| 2011-2015 | Francisco J. Fuentes García Abelardo Tena Monterde | PP            |
| 2015-2019 | Abelardo Tena Monterde                             | PP            |
| 2019-2023 | Ester Querol García                                | PSPV-PSOE     |
| 2023-act. | José Luís Marqués                                  | PSPV-PSOE     |

## Demografía
Ares del Maestre cuenta con una población de 177 habitantes (INE 2024).
| Gráfica de evolución demográfica de Ares del Maestre entre 1842 y 2021 |
| |
| Población de derecho según los censos de población del INE Población de hecho según los censos de población del INEEn estos censos se denominaba Ares del Maestre: 1842, 1857, 1860, 1877, 1887, 1897, 1900, 1910, 1920, 1930, 1940, 1950, 1960, 1970, 1981, 1991 y 2001. |

| 1990 | 1992 | 1994 | 1996 | 1998 | 2000 | 2002 | 2004 | 2006 | 2008 | 2019 |
| ---- | ---- | ---- | ---- | ---- | ---- | ---- | ---- | ---- | ---- | ---- |
| 370  | 335  | 315  | 281  | 266  | 254  | 246  | 228  | 222  | 217  | 186  |

## Economía
- Esencialmente ganadera y agrícola.
- Importante núcleo de turismo interior gracias a los grandes atractivos que ofrece tanto su casco urbano como su término municipal.

## Monumentos

### Monumentos religiosos
- Ermita de Santa Bárbara. Edificio de interés arquitectónico.
- Ermita de Santa Elena. Situada en la masía del mismo nombre, es del siglo XVIII. Decorada por Juan Francisco Cruella.
- Iglesia Parroquial. Dedicada a la Asunción de la Virgen. Con fachada barroca del siglo XVIII, tras ser quemada y destruida la anterior iglesia en el 1707 por las tropas de Felipe V durante la Guerra de Sucesión. La Torre-Campanario que presenta la particularidad de ser más baja que la iglesia es del siglo XIII.
- También podemos contemplar la iglesia con su campanario que no está exactamente en el centro que donde muchos coches aparcan se puede ver reflejado por sus cristales.
- También hay unas rocas muy duras y perfectas cerca del castillo donde los soldados en la guerra rezaban, por eso son tan perfectas
- Y unos bancos de hierro muy bien cuidados con un significado muy religioso.

### Monumentos civiles
- Castillo templario. Restos del antiguo castillo sobre la "mola" que preside el pueblo y que presenta murallas árabes y vestigios íberos.
- Torre Beltrans.
- Antigua Lonja de Ares. Conocido también como Els Perxes, es un edificio gótico civil que en la actualidad es sede del Ayuntamiento. Construido sobre las antiguas murallas árabes del siglo X. Destaca la Sala Capitular donde se reunían los templarios así como el porche con arcos gótico-mudéjares del siglo XII.
- Cárcel. Edificio de interés arquitectónico, del siglo XIII. Podría formar parte de las iniciaciones de los caballeros templarios.
- Antiguos portales de las murallas. Situados en el casco antiguo, son de interés arquitectónico.
- Barranco dels Molins (de los molinos). Conjunto de cinco molinos de agua, que constituyen con sus balsas de recogida y sistemas de conducciones, una de las más singulares obras de ingeniería hidráulica, vestigios de una época preindustrial. Siglos XVII-XVIII.
- Conjunto Histórico de la Villa de Ares del Maestre

## Lugares de interés

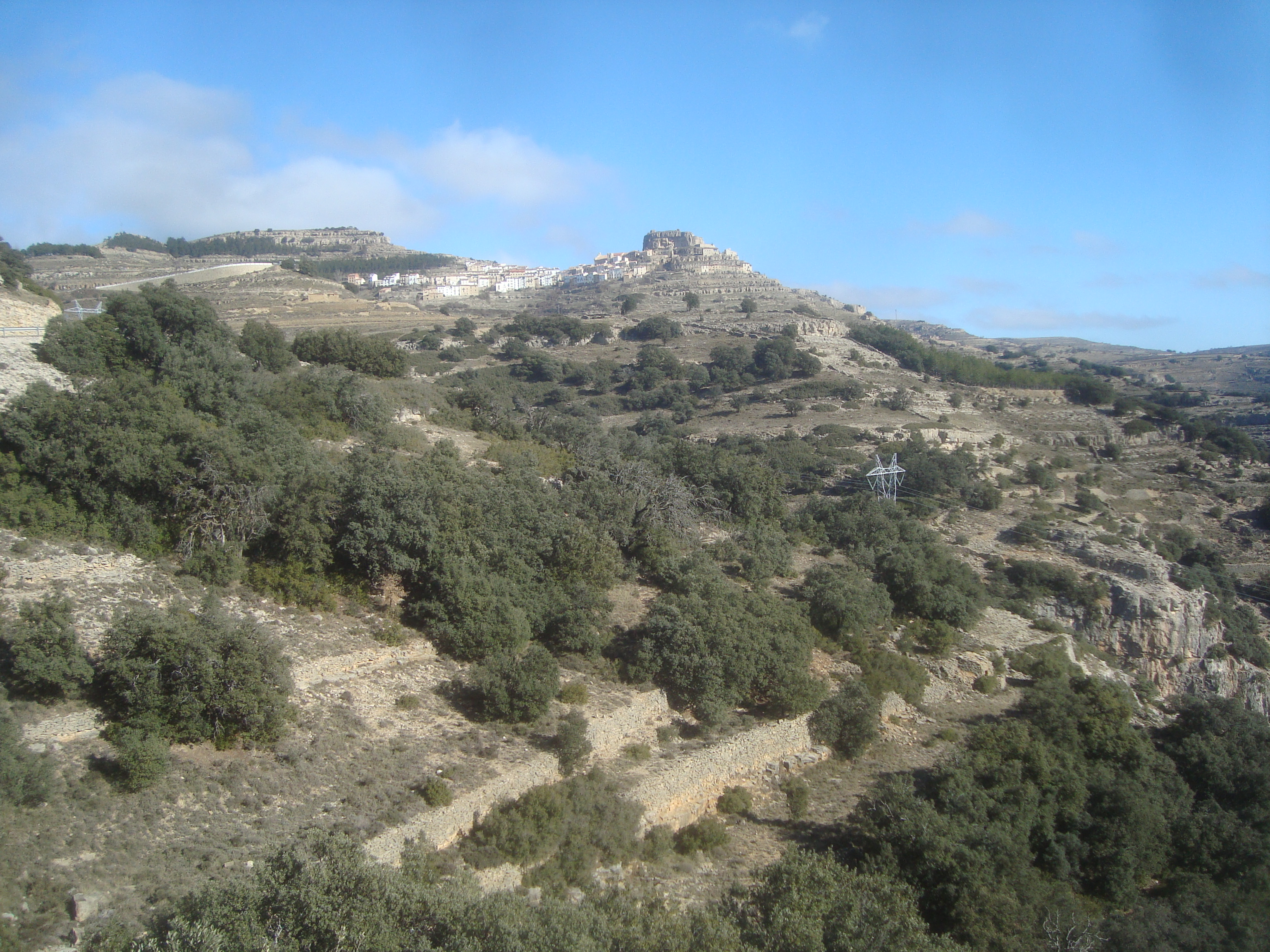
Ares del Maestre, panorámica.

- Ares del Maestre, panorámica.Fuente Voltà. Con fuente de agua clara y prados.
- Fuente de la Pinella, fuente y prados.
- Barranco dels Horts. Microrreserva de flora con un majestuoso y antiquísimo bosque de robles y fuente.
- Muela de Ares. Es el paraje natural más significativo de la población.
- Pinturas Rupestres. En su extenso término se localizan pinturas rupestres en los abrigos del barranco de la Gasulla (descubiertas en 1917), cueva Remigia, Racó Gasparo, Racó Molero, barrancos de les Dogues y del Mas Blanc, y Abrigo del Molí Darrer.

## Fiestas locales

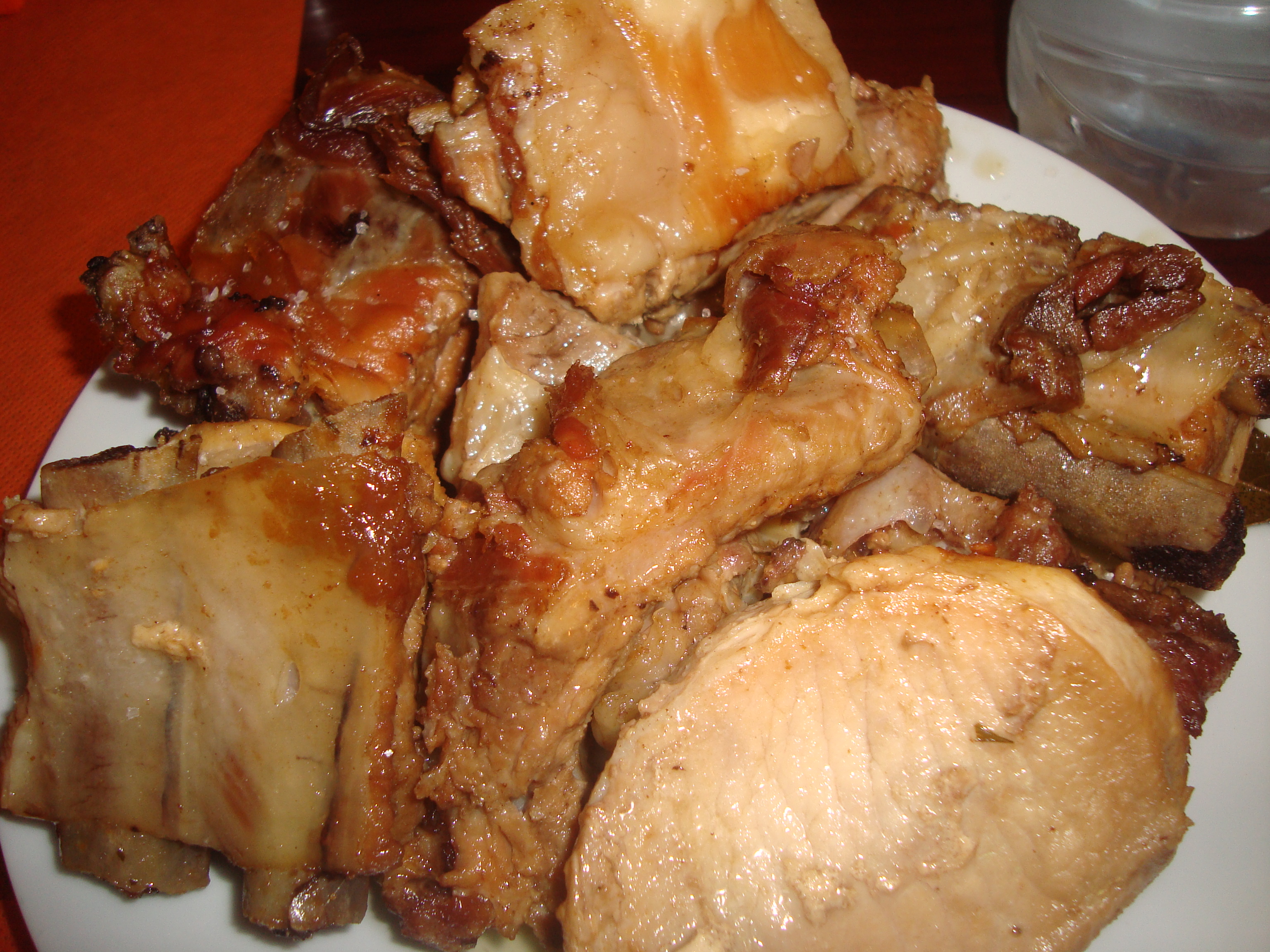
El "Frito", conserva de carne de cerdo en aceite de oliva.

- San Antonio Abad. Se celebra en enero, el sábado más próximo al 17 de enero, se celebra la fiesta con un hoguera en la Plaza Mayor.
- San Marcos. Se celebra en abril. El domingo más próximo al 25 de abril con romería a la Virgen de la Fuente de Castellfort.

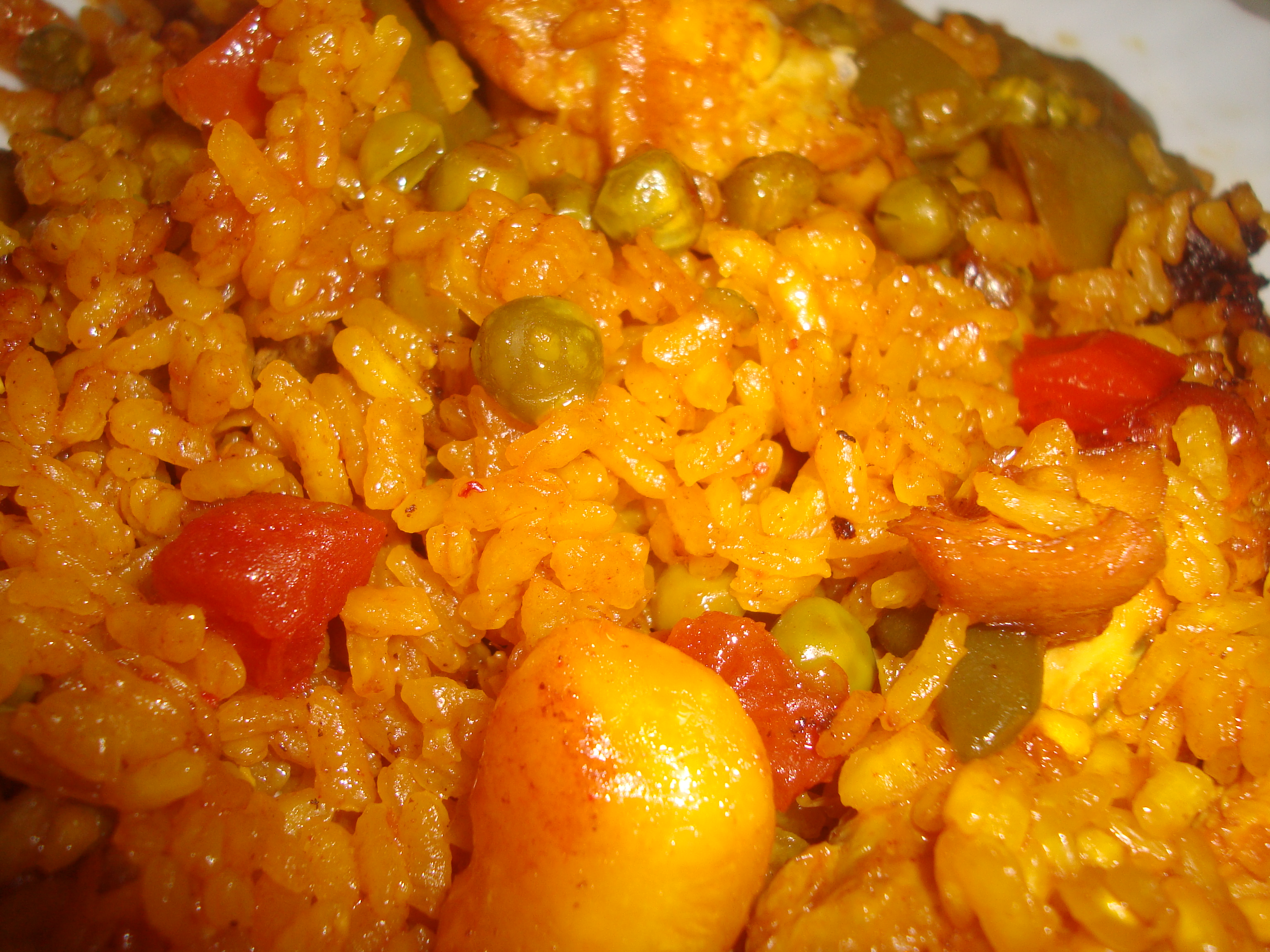
Paella, gastronomía popular.

- Paella, gastronomía popular.Santa Elena. Se celebra en mayo. El primer domingo de mayo con romería a la Ermita de Santa Elena.
- Fiestas Patronales. Se celebran en agosto. Dedicadas a Santa Elena y San Bartolomé.

## Gastronomía

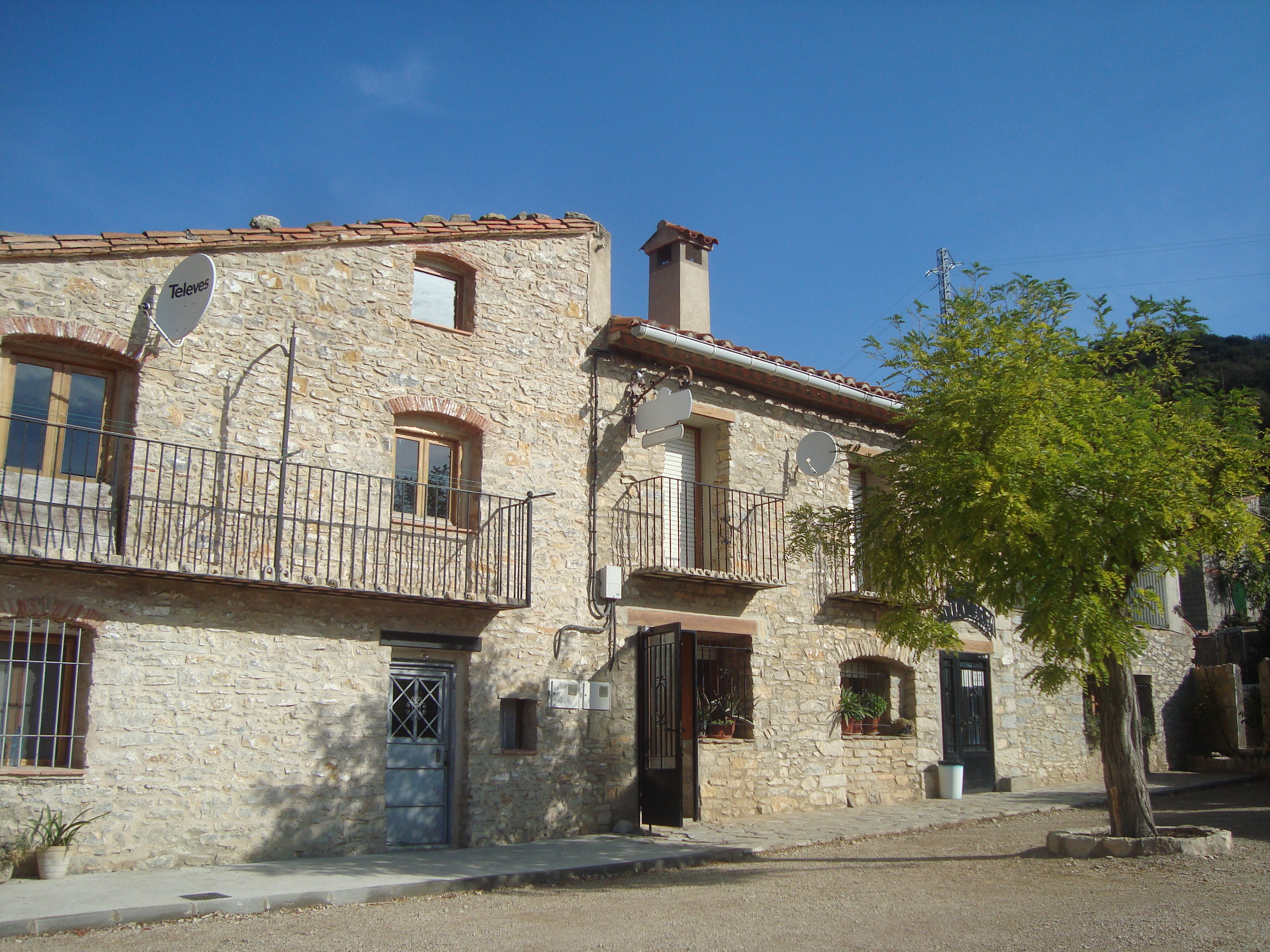
La Montalbana, Ares del Maestre.

De los platos típicos de la población destacan: "Olla de Ares", chuletas de cordero con alioli, conejo con caracoles, perdiz escabechada y "cuajada".